# Big Girl (You Are Beautiful)
Singles de Mika
Love Today Happy Ending
Pistes de Life in Cartoon Motion
Billy Brown Stuck in the Middle
Big Girl (You Are Beautiful) est le quatrième single de Mika, extrait de Life in Cartoon Motion, son premier album.

## Clip vidéo
Le clip a été tourné le 19 mai 2007 et met en scène de nombreuses femmes aux physiques généreux, descendant les rues londoniennes de Croydon High Street et Surrey Street Market dans ce qui semble être des tenues de cowboys.

## Réutilisations
Mika a réenregistré cette chanson pour les besoins promotionnels de la seconde saison de la série américaine Ugly Betty. Ainsi, il chante « Betty, you are beautiful » à la place des « Big girl » originels dans le refrain. Il a aussi été utilisé pour le générique de l'émission télévisée française Belle toute nue.

## Liste des pistes

### Single britannique
1. Big Girl (You Are Beautiful) [Album Version] - 4 min 08
2. Instant Martyr
3. Sweet Dreams (Are Made of This) [Live from Hong Kong]
4. Big Girl (You Are Beautiful) [Tom Middleton Remix] - 5 min 52

### 7" Vinyle single
- A1. Big Girl (You Are Beautiful) [Album Version] - 4 min 08
- B1. Standing In The Way Of Control [Live from Radio 1's One Big Weekend]

### 12" Vinyle single
- A1. Big Girl (You Are Beautiful) [Tom Middleton Remix] - 5 min 52
- A2. Big Girl (You Are Beautiful) [Bonde Do Role Remix] - 3 min 48
- B1. Big Girl (You Are Beautiful) [Lo-Fi-Fnk Remix] - 6 min 12
- B2. Big Girl (You Are Beautiful) [Hick Nurdman Remix] - 5 min 44

## Classement des ventes
| Pays                  | Meilleure position |
| --------------------- | ------------------ |
| Estonie               | 3                  |
| Europe                | 4                  |
| Belgique              | 2                  |
| Irlande               | 3                  |
| Allemagne             | 6                  |
| Autriche              | 5                  |
| Roumanie (Diffusions) | 11                 |
| Suisse                | 10                 |
| Lettonie              | 4                  |
| Liban                 | 2                  |
| Lituanie              | 1                  |
| Suède                 | 12                 |
| Royaume-Uni           | 2                  |
| Pays-Bas              | 1                  |